# ترومان هاو بارتليت
ترومان هاو بارتليت (بالإنجليزية: Truman Howe Bartlett)‏ هو نحات أمريكي، ولد في 1835، وتوفي في 1922.